# Organisation de la coopération islamique
Pour les articles homonymes, voir OCI.
L’Organisation de la coopération islamique (OCI), en arabe : منظمة التعاون الإسلامي (Munaẓẓamat at-Taʿāwun al-islāmī), en anglais : Organisation of Islamic Cooperation (OIC), appelée jusqu'en 2011 Organisation de la conférence islamique (en arabe : منظمة المؤتمر الإسلامي, en anglais : Organisation of the Islamic Conference), est une organisation intergouvernementale créée le 25 septembre 1969 à Rabat. Son siège se situe à Djeddah en Arabie saoudite et elle possède une délégation permanente aux Nations unies.
Regroupant 57 États membres, sa vocation est de promouvoir la coopération dans les domaines économiques, sociaux, culturels et scientifiques (grâce notamment à la Banque islamique de développement), mais aussi la sauvegarde des lieux saints de l'islam ou encore le soutien aux peuples palestinien et Ouïghours. À l'échelle mondiale, il n'existe pas d'autre organisation confessionnelle dont les membres signataires soient des États.
Ses trois langues officielles sont l'arabe, l'anglais et le français.

## Buts
Outre des clauses de solidarité et d'entraide entre les États membres, l'Organisation de la coopération islamique est destinée à assurer la sauvegarde des lieux saints de l'islam. Elle soutient également la cause palestinienne dans le conflit israélo-palestinien.
Les buts de l'Organisation de la coopération islamique, définis par une charte élaborée à Djeddah en mars 1972, sont les suivants :
1. consolider la solidarité islamique entre les États membres ;
2. renforcer la coopération entre les États membres dans les domaines économiques, sociaux, culturels, scientifiques ainsi que dans les autres domaines d'importance vitale et procéder à davantage de consultations entre les pays membres au sein des organisations internationales ;
3. œuvrer à éliminer la discrimination raciale et le colonialisme sous toutes ses formes ;
4. prendre les mesures nécessaires pour consolider la paix et la sécurité mondiale fondées sur la justice ;
5. coordonner l'action pour sauvegarder les lieux saints, soutenir la lutte du peuple palestinien et l'aider à retrouver ses droits et à obtenir par la diplomatie, les territoires revendiqués comme leurs ;
6. consolider la lutte de tous les peuples musulmans pour la sauvegarde de leur dignité, leur indépendance et leurs droits nationaux ;
7. créer l'atmosphère propre à promouvoir la coopération et la compréhension entre les États membres et les autres pays.

Mais ce n'est pas une organisation strictement religieuse, car ses buts sont politiques, économiques, sociaux et culturels. Elle regroupe aussi des États plurireligeux, laïcs ou séculiers (Albanie, Azerbaïdjan, Indonésie, Kazakhstan, Kirghizistan, Liban, Ouzbékistan, Sénégal, Syrie, Tadjikistan, Turkménistan, Turquie). Hormis la Turquie, l'Albanie est le seul État européen membre de l'OIC (depuis 1992).
D'autres États comptant des millions de musulmans ne sont pas membres de l'OCI ou ne sont que membres observateurs, comme l'Inde (dont la participation a été bloquée par le Pakistan) et la Russie (membre observateur depuis 2005). Au contraire, des pays comptant une minorité de musulmans en sont membres, comme le Guyana, l'Ouganda ou le Suriname.

## Historique

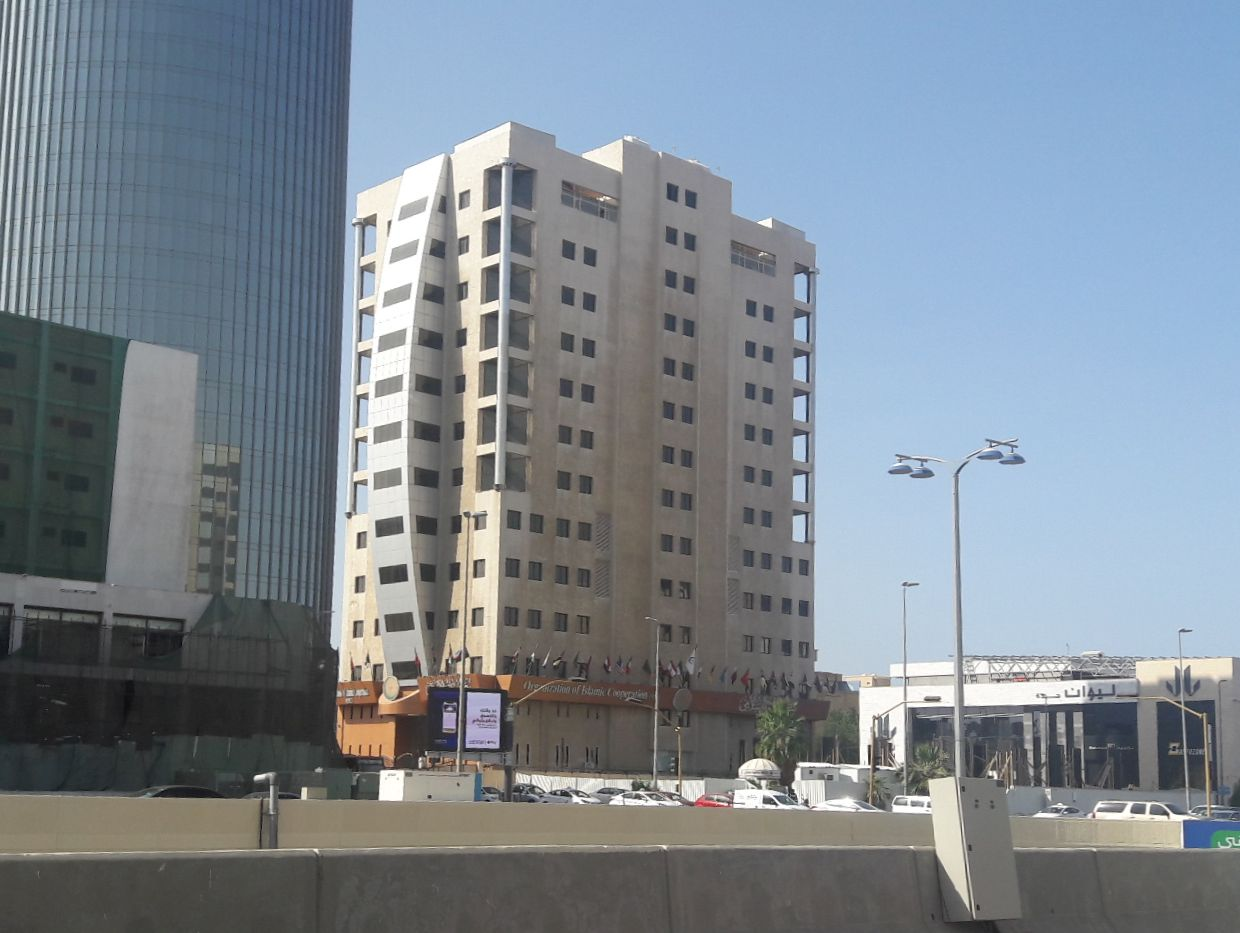
Siège de l'Organisation de la coopération islamique à Djeddah.

Le 25 septembre 1969, plusieurs dirigeants de pays à majorité musulmane se réunissent à Rabat au Maroc à la suite de l'incendie criminel de la mosquée al-Aqsa de Jérusalem le 21 août 1969 par un fondamentaliste chrétien de nationalité australienne. Cependant, en toile de fond, la création de l'OCI est la réponse saoudienne à l'influence du Mouvement des non-alignés créé, en 1955, par Nasser, Nehru, Soekarno et Zhou Enlai.
En mars 1970, la première conférence islamique des ministres des Affaires étrangères a lieu à Djeddah. Elle crée un secrétariat général chargé d'assurer la liaison entre les États membres et de coordonner leur action. Elle fixe son siège provisoire à Djeddah, dans l'attente de la « libération de Jérusalem ».
Le 16 mars 1989, l'OCI, réunissant les ministres des Affaires étrangères des 44 pays membres, condamnent à leur tour le livre Les Versets sataniques, mais se bornent à exiger l'interdiction du livre, à recommander l'adoption « de législation nécessaire à la protection des idées religieuses d'autrui » et à affirmer que l'auteur « est considéré comme hérétique ».
Le 5 août 1990, la conférence des ministres des Affaires étrangères du Caire adopte la Déclaration des droits de l'homme en islam qui peut être vue comme une volonté de relecture des droits de l'homme dans un cadre compatible avec la charia.
En 2004, elle soutient, avec la Ligue arabe, le projet à l'ONU d'une « Alliance des civilisations », proposé par le gouvernement Zapatero (Espagne) et le gouvernement Erdogan (Turquie).
En octobre 2006, l'OCI rédige le « document de La Mecque ». Signé par des dignitaires irakiens chiites et sunnites, le texte lance un appel à la fin des violences interconfessionnelles, à la libération de tous les otages et à la préservation de l'unité de l'Irak.
L'Organisation de la conférence islamique prend le nom d'Organisation de la coopération islamique le 28 juin 2011.
Elle suspend la Syrie le 16 août 2012, dans le contexte de la guerre civile syrienne.

## Membres

Carte de l'OCI en 2019

| État                                                             | Année | Statut d'adhésion           |
| ---------------------------------------------------------------- | ----- | --------------------------- |
| Afghanistan                                                      | 1969  | État membre                 |
| Algérie                                                          | 1969  | État membre                 |
| Arabie saoudite                                                  | 1969  | État membre                 |
| Égypte                                                           | 1969  | État membre                 |
| Guinée                                                           | 1969  | État membre                 |
| Indonésie                                                        | 1969  | État membre                 |
| Iran                                                             | 1969  | État membre                 |
| Jordanie                                                         | 1969  | État membre                 |
| Koweït                                                           | 1969  | État membre                 |
| Liban                                                            | 1969  | État membre                 |
| Libye                                                            | 1969  | État membre                 |
| Malaisie                                                         | 1969  | État membre                 |
| Mali                                                             | 1969  | État membre                 |
| Mauritanie                                                       | 1969  | État membre                 |
| Maroc                                                            | 1969  | État membre                 |
| Niger                                                            | 1969  | État membre                 |
| Pakistan                                                         | 1969  | État membre                 |
| Palestine                                                        | 1969  | État membre                 |
| Sénégal                                                          | 1969  | État membre                 |
| Soudan                                                           | 1969  | État membre                 |
| Somalie                                                          | 1969  | État membre                 |
| Tchad                                                            | 1969  | État membre                 |
| Turquie                                                          | 1969  | État membre                 |
| Tunisie                                                          | 1969  | État membre                 |
| Yémen                                                            |       | État membre                 |
| Bahreïn                                                          | 1970  | État membre                 |
| Émirats arabes unis                                              | 1970  | État membre                 |
| Oman                                                             | 1970  | État membre                 |
| Qatar                                                            | 1970  |                             |
| Syrie                                                            | 1970  | État membre suspendu        |
| Sierra Leone                                                     | 1972  | État membre                 |
| Bangladesh                                                       | 1974  | État membre                 |
| Gabon                                                            | 1974  | État membre                 |
| Gambie                                                           | 1974  | État membre                 |
| Guinée-Bissau                                                    | 1974  | État membre                 |
| Ouganda                                                          | 1974  | État membre                 |
| Burkina Faso                                                     | 1975  | État membre                 |
| Cameroun                                                         | 1975  | État membre                 |
| Comores                                                          | 1976  | État membre                 |
| Irak                                                             | 1976  | État membre                 |
| Maldives                                                         | 1976  | État membre                 |
| Djibouti                                                         | 1976  | État membre                 |
| Bénin                                                            | 1982  | État membre                 |
| Brunei                                                           | 1984  | État membre                 |
| Nigeria                                                          | 1986  | État membre                 |
| Azerbaïdjan                                                      | 1991  | État membre                 |
| Albanie                                                          | 1992  | État membre                 |
| Kirghizistan                                                     | 1992  | État membre                 |
| Tadjikistan                                                      | 1992  | État membre                 |
| Turkménistan                                                     | 1992  | État membre                 |
| Mozambique                                                       | 1994  | État membre                 |
| Kazakhstan                                                       | 1995  | État membre                 |
| Ouzbékistan                                                      | 1995  | État membre                 |
| Suriname                                                         | 1996  | État membre                 |
| Togo                                                             | 1997  | État membre                 |
| Guyana                                                           | 1998  | État membre                 |
| Côte d'Ivoire                                                    | 2001  | État membre                 |
| Chypre du Nord                                                   | 1979  | État observateur            |
| Bosnie-Herzégovine                                               | 1994  | État observateur            |
| République centrafricaine                                        | 1997  | État observateur            |
| Thaïlande                                                        | 1998  | État observateur            |
| Russie                                                           | 2005  | État observateur            |
| Ligue arabe                                                      | 1975  | Organisation internationale |
| Nations unies                                                    | 1976  | Organisation internationale |
| Mouvement des non-alignés                                        | 1977  | Organisation internationale |
| Union africaine (précédemment Organisation de l'unité africaine) | 1977  | Organisation internationale |
| Organisation de coopération économique                           | 1995  | Organisation internationale |

## Secrétaires généraux
| Secrétaire général   | Pays            | Années      | Photo |
| -------------------- | --------------- | ----------- | ----- |
| Tunku Abdul Rahman   | Malaisie        | 1971-1973   |       |
| Hassan al-Touhami    | Égypte          | 1974-1975   |       |
| Amadou Karim Gaye    | Sénégal         | 1975-1979   |       |
| Habib Chatti         | Tunisie         | 1979-1984   |       |
| Sharifuddin Pirzada  | Pakistan        | 1985-1988   |       |
| Hamid Algabid        | Niger           | 1989-1994   |       |
| Azzeddine Laraki     | Maroc           | 1997-2000   |       |
| Abdelouahed Belkeziz | Maroc           | 2001-2004   |       |
| Ekmeleddin İhsanoğlu | Turquie         | 2005-2013   |       |
| Iyad bin Amin Madani | Arabie saoudite | 2014-2016   |       |
| Yousef Al-Othaimeen  | Arabie saoudite | 2016-2020   |       |
| Hissein Brahim Taha  | Tchad           | Depuis 2020 |       |

Le 31 octobre 2016, Iyad Madani démissionne pour raisons de santé. Il est remplacé par Yousef Al-Othaimeen.

## Sommets islamiques mondiaux

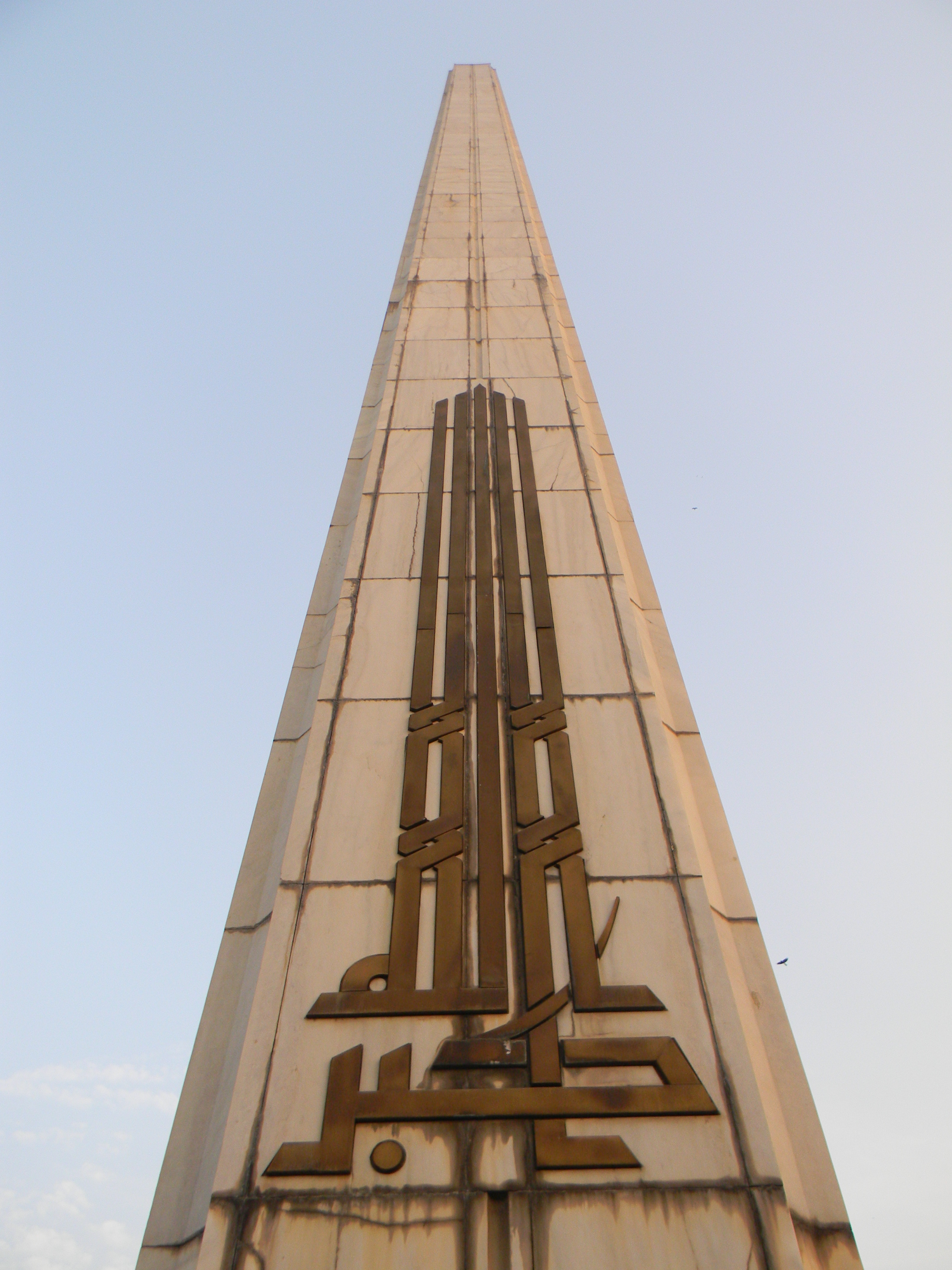
Monument construit à Lahore pour commémorer le 2e sommet islamique mondial qui s'y est tenu en février 1974.

| Numéro             | Dates                | Pays            | Ville             |
| ------------------ | -------------------- | --------------- | ----------------- |
| 1er                | 22–25 septembre 1969 | Maroc           | Rabat             |
| 2e                 | 22-24 février 1974   | Pakistan        | Lahore            |
| 3e                 | 25-29 janvier 1981   | Arabie saoudite | La Mecque et Taëf |
| 4e                 | 16-19 janvier 1984   | Maroc           | Casablanca        |
| 5e                 | 26-29 janvier 1987   | Koweït          | Koweït            |
| 6e                 | 9-11 décembre 1991   | Sénégal         | Dakar             |
| 7e                 | 13-15 décembre 1994  | Maroc           | Casablanca        |
| 1er extraordinaire | 23-24 mars 1997      | Pakistan        | Islamabad         |
| 8e                 | 9-11 décembre 1997   | Iran            | Téhéran           |
| 9e                 | 12-13 novembre 2000  | Qatar           | Doha              |
| 2e extraordinaire  | 4-5 mars 2003        | Qatar           | Doha              |
| 10e                | 16-17 octobre 2003   | Malaisie        | Putrajaya         |
| 3e extraordinaire  | 7-8 décembre 2005    | Arabie saoudite | La Mecque         |
| 11e                | 13-14 mars 2008      | Sénégal         | Dakar             |
| 4e extraordinaire  | 14-15 août 2012      | Arabie saoudite | La Mecque         |
| 12e                | 6-7 février 2013     | Égypte          | Le Caire          |
| 5e extraordinaire  | 6-7 mars 2016        | Indonésie       | Jakarta           |
| 13e                | 14-15 avril 2016     | Turquie         | Istanbul          |
| 6e extraordinaire  | 13 décembre 2017     | Turquie         | Istanbul          |
| 7e extraordinaire  | 18 mai 2018          | Turquie         | Istanbul          |
| 14e                | 29-31 mai 2019       | Arabie saoudite | La Mecque         |
| 15e                | 14-15 décembre 2022  | Arabie saoudite | Djeddah           |
| 16e                | 29-30 mai 2023       | Maroc           | Rabat             |

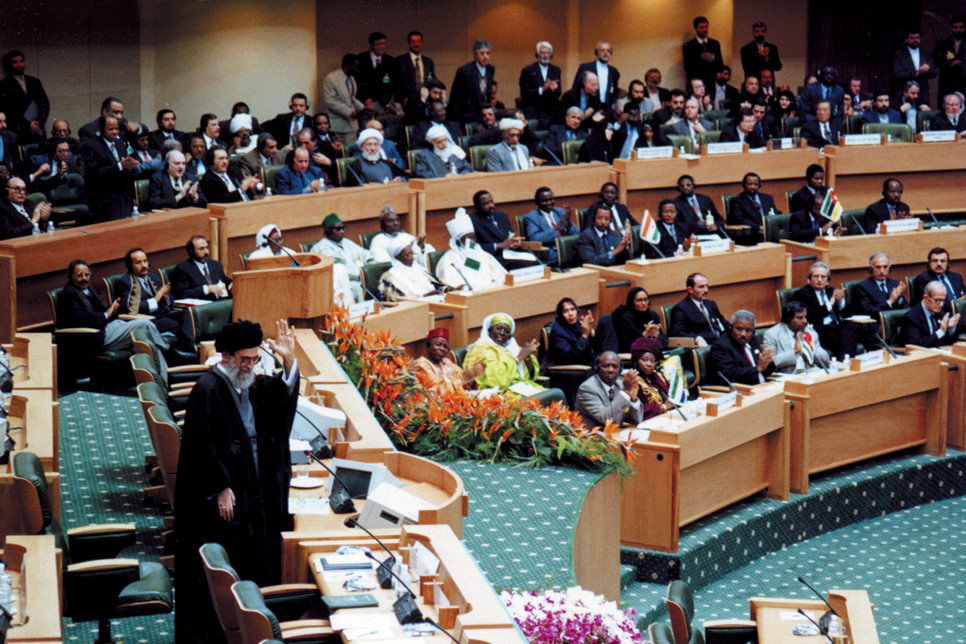
Ali Khamenei au 8e sommet islamique mondial à Téhéran en décembre 1997.
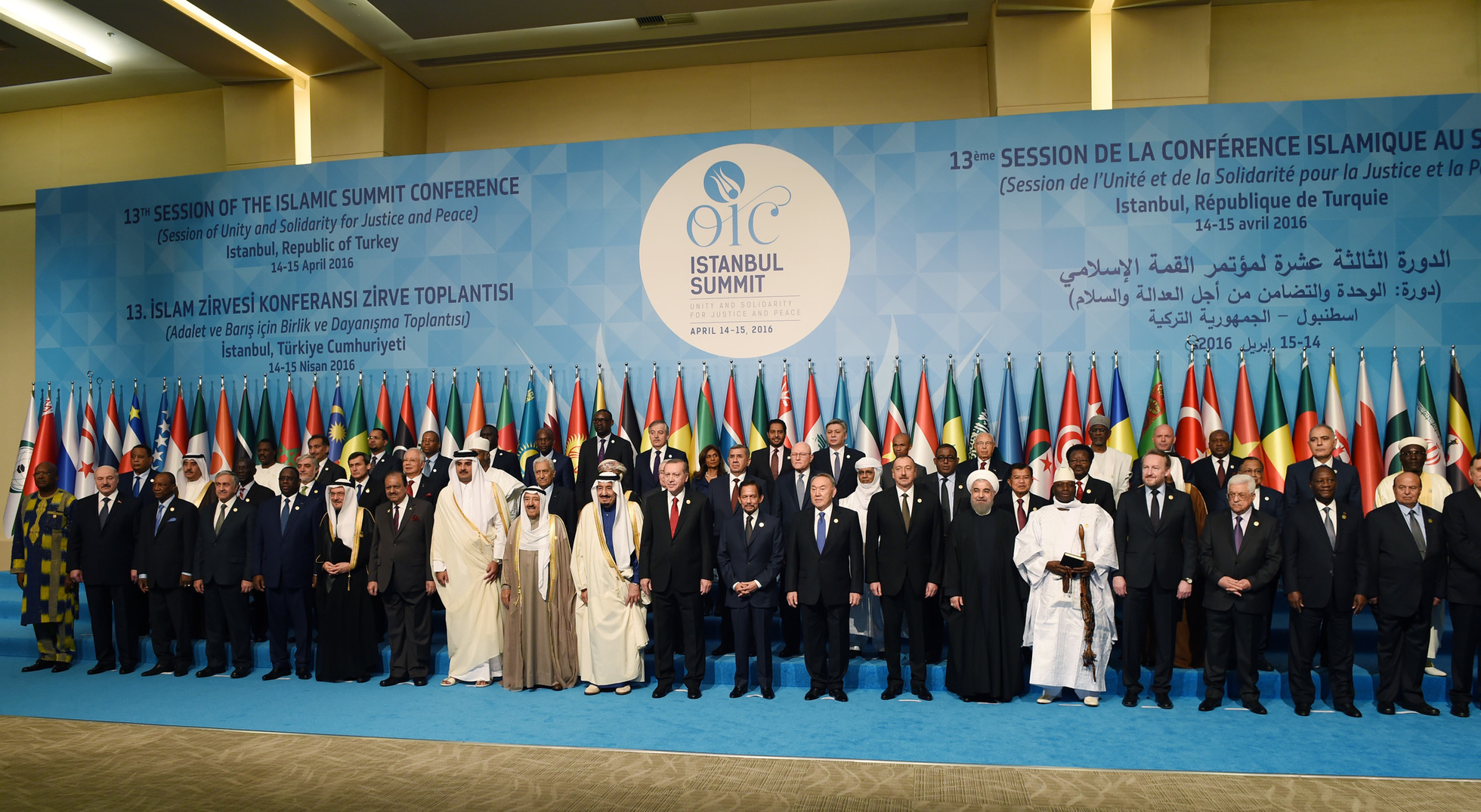
13e sommet islamique mondial à Istanbul en avril 2016.

## Drapeau

1981-2011.
Depuis 2011.

Le premier drapeau, adopté en 1981, utilise les couleurs panarabes, et plusieurs symboles islamiques : la couleur verte, le croissant, et « Allahu akbar ».
Le second drapeau, adopté en 2011 en même temps que l'organisation a changé de nom, consiste en un croissant et un globe verts, au centre duquel se trouve la kaaba.

## Influence et critiques
En 2016, l'OCI impose à l'ONU d'expulser les ONG LGBT d'une conférence consacrée au sida du 8 au 10 juin 2016, conférence destinée à l'élaboration d'un plan d'éradication du VIH d'ici 2030. Les États-Unis et l'Union européenne protestent officiellement contre la décision.
Le 13 décembre 2017, en réponse à la reconnaissance de Jérusalem comme capitale de l'État d'Israël par les États-Unis de Donald Trump, l'OCI réunie à Istanbul reconnaît Jérusalem-Est comme la capitale de la Palestine, et appelle la communauté internationale à faire de même.

### Délit de blasphème
Le Monde note : 

« [l'OCI], dont la majorité des membres ont l'islam pour religion d'État et où toute critique est assimilée au blasphème, est souvent accusée de vouloir faire reconnaître au niveau international un délit de “diffamation des religions” sous couvert de lutte contre l'islamophobie. »

Dans les années 2000, l'OCI réussit en effet à faire adopter une telle résolution au Conseil des droits de l'homme des Nations unies et à l'Assemblée générale des Nations unies, malgré les critiques de pays occidentaux qui dénoncent une entreprise visant à restreindre la liberté d'expression.

### «Stratégie de l’action islamique culturelle à l’extérieur du monde islamique»
En décembre 2020, une coalition de groupes musulmans américains a critiqué l'Organisation de la coopération islamique pour ne pas avoir pris la parole pour empêcher les abus contre les Ouïghours et a accusé les États membres d'être « intimidés par la puissance chinoise ».